# Compiègneskogen

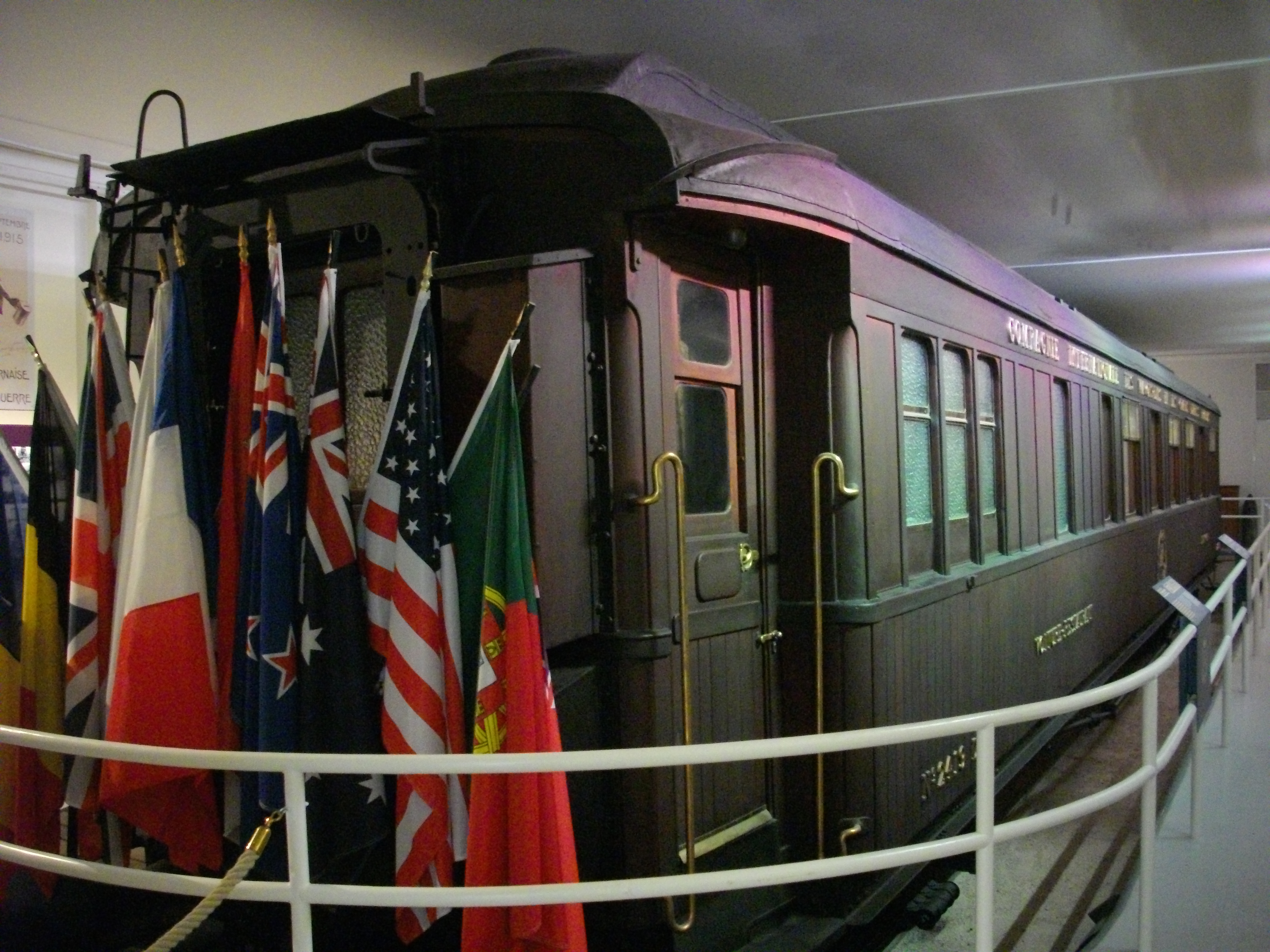
Kopian av vapenstilleståndsvagnen i Musée de l'Armistice.

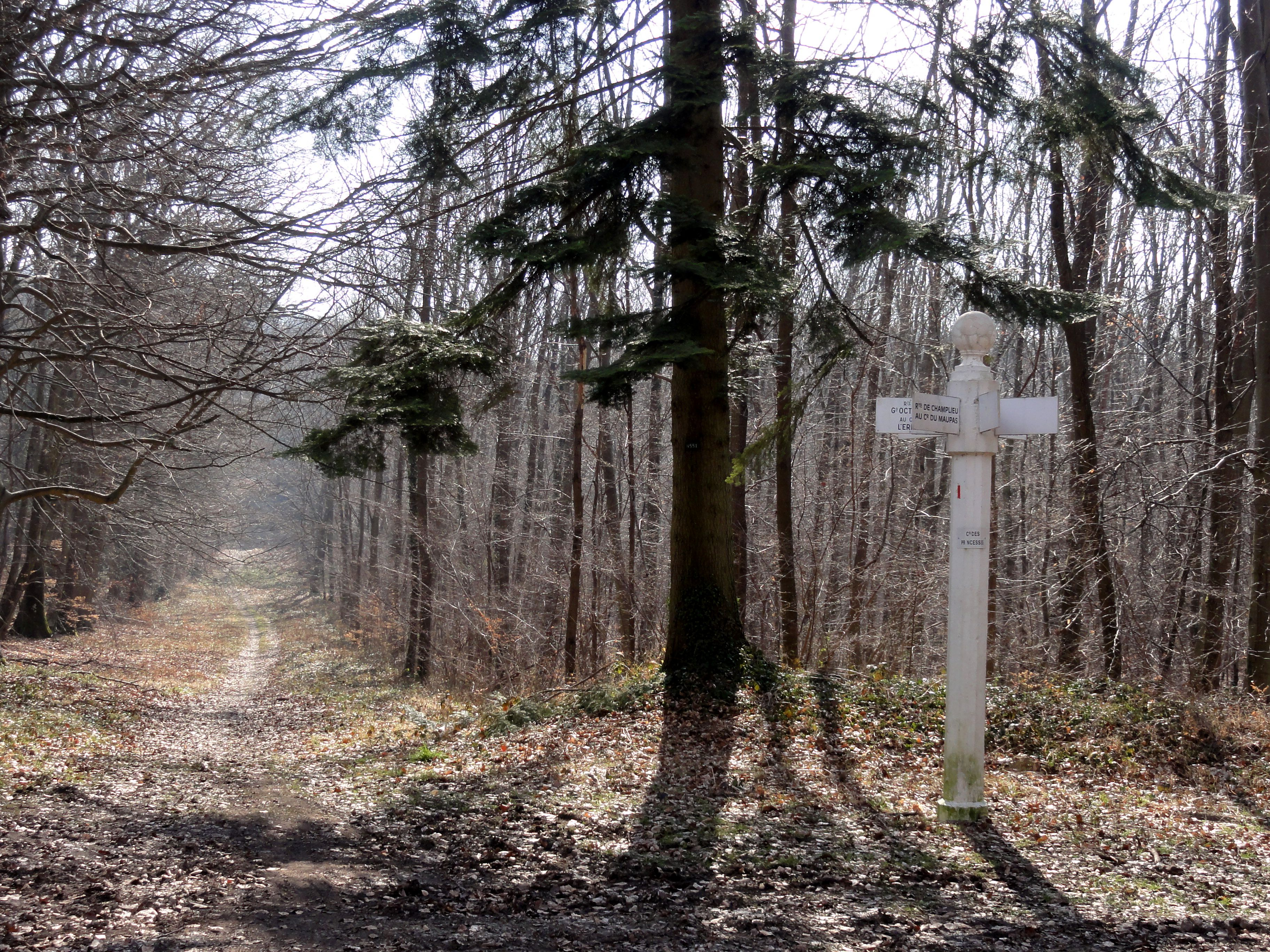
Carrefour des Princesses.

Compiègneskogen (franska: Forêt de Compiègne) är en omkring 14 500 hektar stor skog i Picardie i Frankrike i närheten av staden Compiègne, cirka 70 kilometer nordost om Paris.
I en järnvägsvagn nära stationen Rethondes slöts den 11 november 1918 vapenstilleståndet i Compiègneskogen mellan ententen och Tyskland under första världskriget. Den 22 juni 1940 använde Hitler samma järnvägsvagn när vapenstillestånd ingicks mellan Frankrike och Tyskland under andra världskriget. Vagnen fördes sedan till Tyskland, men förstördes i april 1945 eftersom tyskarna inte ville att den skulle användas för ytterligare vapenstillestånd efter kriget. En kopia av vagnen står i ett museum i Compiègneskogen.
I utkanten av Compiègneskogen ligger slottet Château de Pierrefonds.